# Nicolás Frei
Nicolás Frei (Buenos Aires, Argentina, 1962 - ibídem, 30 de diciembre de 1997) fue un productor y actor de cine, teatro y televisión argentino.

## Carrera
Nicolás Frei fue un notable actor que incursionó en importantes papeles secundarios en cine durante la década de 1980. Brilló junto a figuras como Guillermo Francella, Susana Traverso, Jorge Martínez, Julio de Grazia, Olga Zubarry, Silvia Kutika, Pablo Cedrón, Cipe Lincovsky, Ignacio Quirós y Liv Ullman, entre muchos otros.
Para teatro trabajó tanto como actor y productor en obras dirigidas por grandes maestros de la escena como Agustín Alezzo, Willy Ianni y Lisardo Laphitz.
Frei reconstituyó para la producción la antigua firma "Lumiton", cuyos derechos de marca había comprado. Para televisión fue un actor de varias telenovelas.

## Fallecimiento
El actor Nicolás Frei falleció el 30 de diciembre de 1997 a los 35 años, víctima de un cáncer. Sus restos descansan en el panteón de la Asociación Argentina de Actores del Cementerio de la Chacarita.

## Filmografía
Como actor:
- 1982: ¿Somos?, de Carlos Hugo Christensen.
- 1984: El juguete rabioso, de José María Paolantonio.
- 1986: Las colegialas
- 1987: Sofía, de Alejandro Doria.
- 1987: Nadie en el puerto, de la actriz Emilia Mazer.
- 1989: La amiga, de Jeanine Meerapfel.
- 1996: Veredicto final, de Jorge Darnel.[4]

Como productor:
- 1996: La casa de azúcar

## Televisión
- 1981: Chentecler.[5]
- 1983: Cara a cara
- 1992: El precio del poder
- 1995: Esmeralda Mágica, junto con Beatriz Salomón y Susana Torales

## Teatro
- Camas separadas
- La rosa tatuada
- La mujer judía
- Propiedad clausurada
- Malcolm y su lucha contra los eunucos
- Ricardo III, estrenada en el Teatro San Martín, dirigido por Agustín Alezzo.[6]